# Graduale

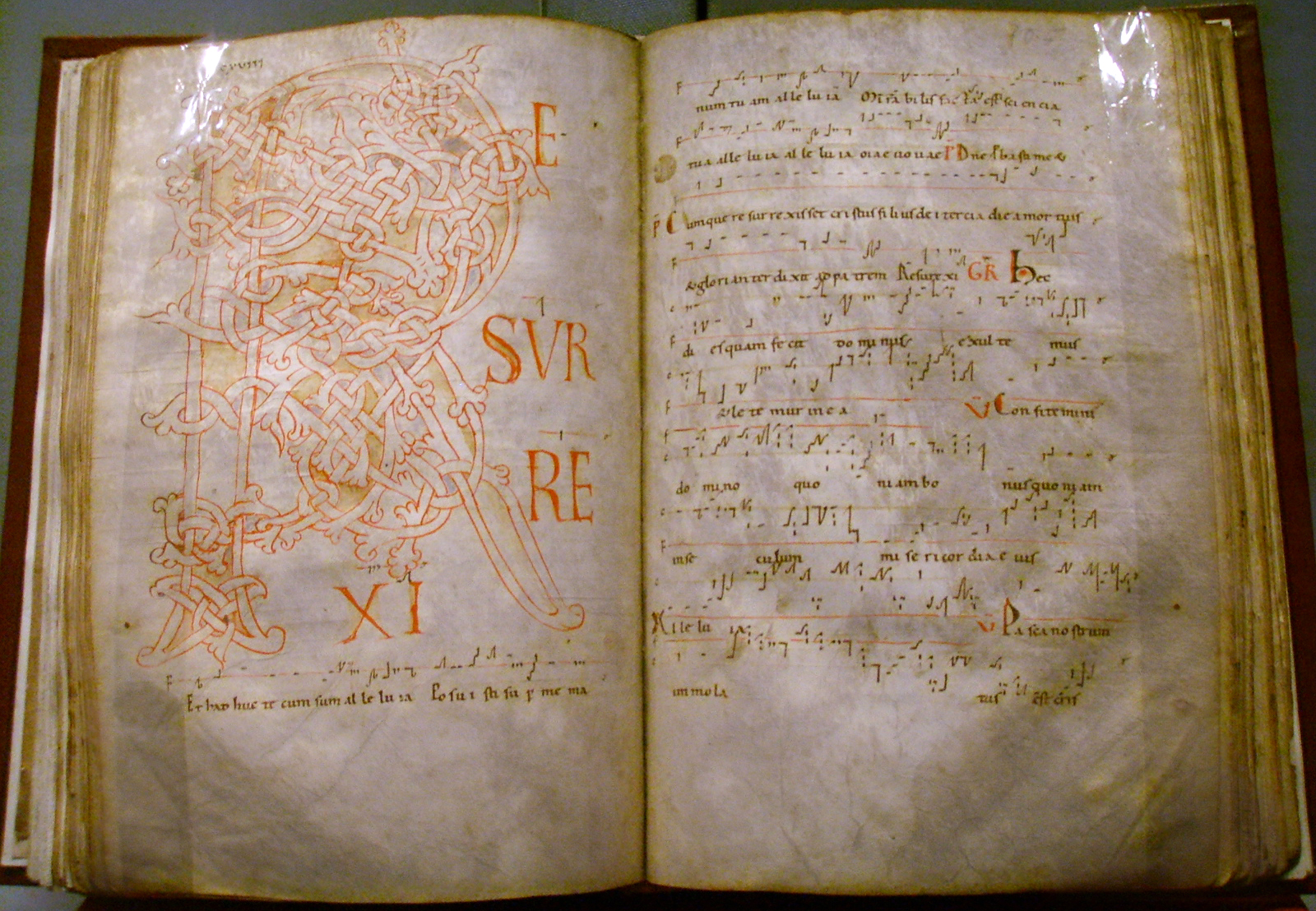
Libro Graduale dell'XI secolo, l'introitus Resurrexi e il graduale Haec dies della domenica di Pasqua in notazione diastematica a due righi.

Il graduale, anticamente chiamato Responsorium Graduale, è un canto interlezionale melismatico che appartiene al proprio della messa del Rito romano della Chiesa cattolica.
Il suo nome deriva dal latino gradus, gradino, perché in origine i cantori cantavano il graduale restando sui gradini dell'ambone.
Il termine può riferirsi anche al libro che raccoglie canti utilizzati nella celebrazione eucaristica. Attualmente viene utilizzato per raccogliere i canti del repertorio gregoriano, sia del proprio che dell'ordinario, come il Graduale Triplex.

## Storia
La struttura delle celebrazioni liturgiche delle prime comunità cristiane era molto semplice: si leggevano delle letture bibliche che venivano intercalate cantando dei salmi o dei cantici. Era lo schema della lectio cum cantico attestata nel II-III secolo. Questo schema sopravvive ancora oggi nella celebrazione della veglia pasquale.

I cantici venivano cantati in directum, cioè dall'inizio alla fine senza interruzione, come avviene ancora oggi nel tractus. Presto si prese l'abitudine di inserire tra i versetti un'antifona con la quale l'assemblea rispondeva al canto del solista. È la forma salmodica responsoriale, presente ancora oggi nella liturgia delle ore nel responsorio e nella messa nel graduale e nell'alleluia. Questo uso era già attestato all'epoca di sant'Agostino: brevis psalmus est et valde utilis, quem modo nobis cantatum audivimus et cantando respondimus.

In seguito questo schema fu rivisto ed il salmo venne ridotto a due soli versetti: il corpo ed il versetto. Venne adattato dagli specialisti della schola romana nel V secolo e l'arricchimento dell'ornamentazione melodica andò di pari passo con l'abbreviazione del testo.
Quando le letture si ridussero ad una, il graduale e l'Alleluia o il tratto si iniziarono a cantare uno dopo l'altro.
Questo schema è stato mantenuto fino alla riforma liturgica del rito romano a seguito del Concilio Vaticano II. Infatti nella Messa tridentina il graduale è cantato dopo la lettura dell'epistola, seguito dall'alleluia o dal tratto; quando il graduale non può essere cantato, viene recitato dal celebrante.

## Uso liturgico
Nell'ordinamento liturgico corrente del rito romano, può essere cantato dopo la prima lettura, utilizzando il repertorio gregoriano o polifonico, con la funzione di invito alla meditazione sulla Parola ascoltata. Più frequentemente il graduale non viene cantato ed è allora sostituito dal salmo responsoriale prescritto dal messale. Nel tempo pasquale il graduale non è contemplato, un altro canto dell'alleluia viene eseguito al suo posto, ad eccezione dell'ottava di Pasqua.
Nell'usus antiquior del rito romano, il graduale è cantato dopo la lettura dell'epistola. Esso viene poi seguito dall'Alleluia o dal Tratto. Nelle messe delle Quattro tempora, in cui l'epistola è preceduta da più lezioni tratte dell'Antico Testamento vi è un graduale diverso dopo ogni lezione, mentre l'epistola è seguita dal tratto.
In altre Chiese e riti, vi sono frammenti di salmo cantati fra le letture che corrispondono al graduale di rito romano. La loro collocazione e la loro struttura dipendono dal numero di letture.

Nel rito bizantino il lettore dell'epistola canta per primo il salmo di Davide e poi gli Atti degli Apostoli entrambi piccoli frammenti di salmo.

Nel rito armeno, che ha un'antica stesura di tre letture, viene inserita fra ognuna di esse il Saghmos Jashu (salmo dell'ultima cena) ed il Mesedi (di nuovo un verso o due del salmo).

Il rito nestoriano, usa tre versi di salmo seguiti da tre Alleluia (questo gruppo è detto Zumara) dopo l'Epistola.

Il rito ambrosiano, alcune volte premette una lettura dai Profeti prima dell'Epistola, nel cui caso seguono gli Psalmelli (al singolare Psalmellus), due o tre versi da un salmo che corrispondono al Graduale.

Nel rito mozarabico, vi sono tre letture, con un salmo (Psallendo) cantato fra le prime due.

Fra le chiese protestanti, i luterani talvolta cantano un graduale fra l'epistola e la lettura del Vangelo.

## Testo e musica

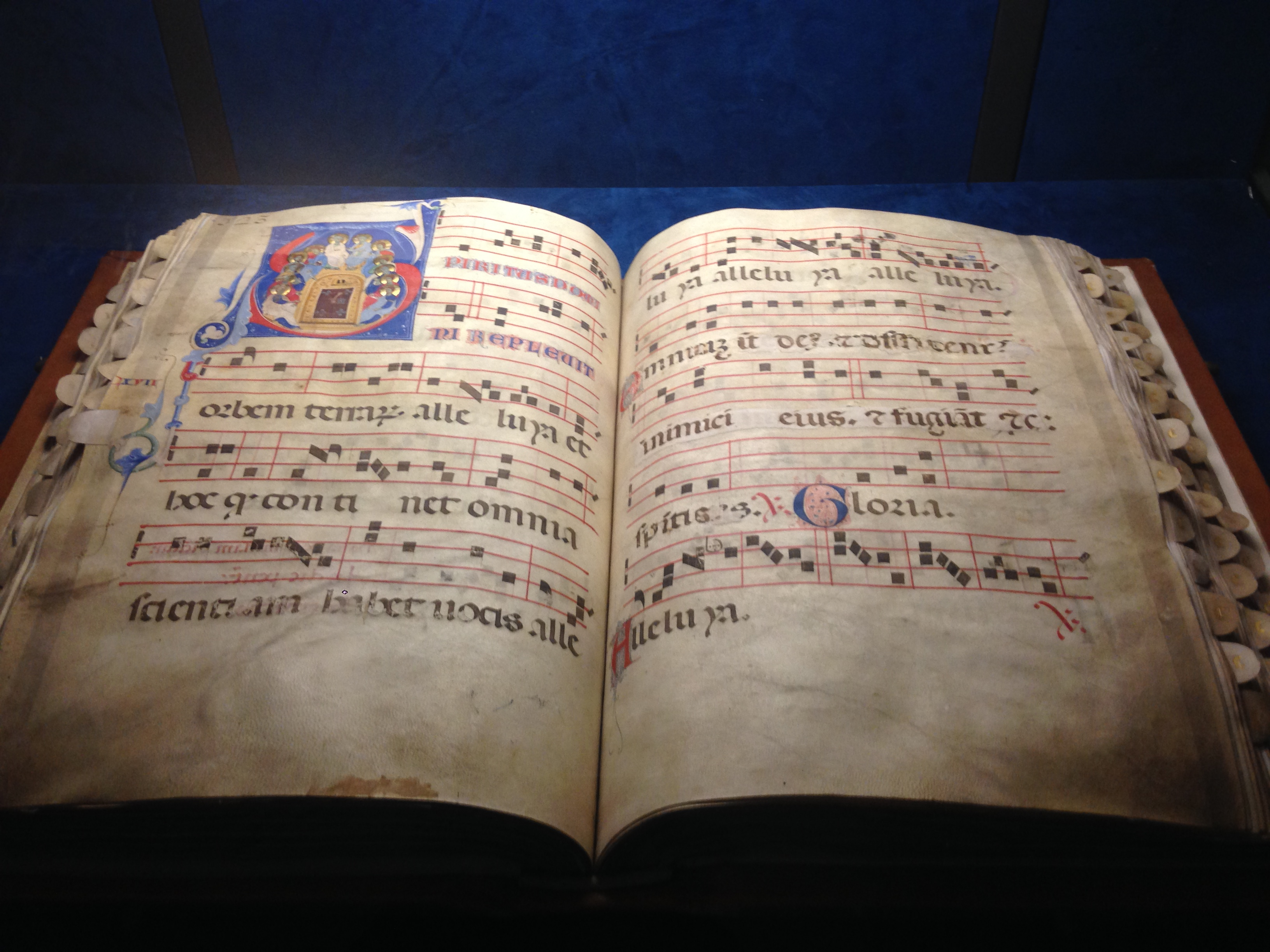
Graduale del Tempo 1280 "Maestro di Gerona" e collaboratori esposto al Museo civico Medievale di Bologna

Il graduale si compone di due parti: il corpo, detto anche responsum o caput ed il versetto.

Il testo è tratto solitamente da uno o più salmi, ma può essere utilizzato anche un altro libro biblico appositamente scelto per evocare il mistero celebrato, come il libro di Giuditta nella festa dell'Immacolata Concezione, o il Libro di Esdra nella messa dei defunti.
La melodia comprende una ricca ornamentazione melismatica estesa a quasi tutte le sillabe del testo. Nell'edizione del Graduale romanum del 1908 l'esecuzione del responsum e della conclusione del versetto è affidata al coro, l'esecuzione del versetto fino all'asterisco ad alcuni cantori (piccola schola), Nell'edizione del 1974 l'asterisco viene abolito e l'intera esecuzione è affidata ai cantori. Nel Graduale simplex il graduale viene chiamato Psalmus responsorius.
La composizione dei tratti si limita a due modi arcaizzanti. Il graduale invece si trova ad uno stadio più avanzato dell'evoluzione modale, infatti vi si ritrovano tutti i quattro modi autentici dell'octoechos: il primo, il terzo, il quinto ed il settimo. La metà dei graduali è costruita sul quinto modo, mentre una famiglia particolare si distingue perché costruita su una medesima melodia-tipo scaturita nettamente dalla corda madre RE: sono i graduali di "secondo modo in La".

Ad eccezione di questo gruppo, i graduali mostrano chiari segni di centonizzazione come i tratti. Il procedimento di centonizzazione consiste nel prendere in un fondo musicale tradizionale un certo numero di formule modalmente compatibili tra loro e di concatenarle adattandole formalmente al testo che si vuole cantare.

## Graduali polifonici
I graduali erano fra le parti della messa più frequentemente composti come organum dalle scuole musicali Scuola di Notre-Dame e Scuola di San Marziale.
Normalmente le parti cantate dai solisti (l'inizio della risposta ed i versi), erano le sole parti composte, mentre le parti corali erano eseguite in canto piano. Nel 1198 Oddone di Sully, arcivescovo di Parigi, autorizzò il canto polifonico dei graduali compresi il famoso organum a quattro voci di Pérotin Sederunt principes per la festività di Santo Stefano e Viderunt omnes per Natale.

## Libri del graduale
Il graduale è il libro che raccoglie i canti della messa. Anticamente veniva chiamato Antiphonarium Missarum, Amalario di Metz usò per primo la parola Graduale per indicare il libro dei canti per l'ufficio del giorno.
I graduali più antichi contengono solo i canti del proprio: Introito, Graduale, Alleluia, Tratto, Offertorio e Communio. Nei libri recenti vengono inseriti anche i canti dell'Ordinario che anticamente venivano raccolti in altri libri chiamati Kyriale: Kyrie, Gloria, Credo, Sanctus ed Agnus Dei e le Sequenze.
La sua funzione è quella di servire ai cantori, perciò è indirizzato a chi è già formato nella sua lettura e nella sua interpretazione, infatti, oltre ai testi, riporta anche la musica scritta in notazione neumatica: quelli di inizio Novecento, come il Liber Usualis, solo con la notazione quadrata, mentre quelli più recenti, come il Graduale Triplex riportano anche le notazioni più antiche per permettere il confronto sinottico.
Si distingue dal messale, libro che raccoglie le parti cantate e recitate della messa ad uso del celebrante. Il Cantatorium invece è un antico libro di canti della messa, indirizzato esclusivamente ai solisti, riportava quindi solo i Graduali, i Tractus e gli Alleluia, oltre agli incipit degli altri canti.